# Мірошниківка (Херсонський район)
Мірошникі́вка (також трапляється написання Мирошниківка) — село в Україні, у Музиківській сільській громаді Херсонського району Херсонської області.
Станом на 1932 рік село входило до складу Музиківської сільської ради Херсонського району Одеської області.
Від Голодомору 1932—1933 рік у Мірошниківці загинули 10 людей, встановлені імена усіх десяти.
Пізніше село зняте з обліку та приєднане до сусідньої Музиківки.
18 листопада 2008 року Мірошниківку відроджено, до села віднесену частину місцевостей Музиківської сільської ради згідно з рішенням Херсонської обласної ради № 755.